# حمى نقل دم غير إنحلالية
حمى نقل الدم غير الانحلالية (بالإنجليزية: Febrile non-hemolytic transfusion reaction)‏ هو نوع من رد فعل نقل الدم يتسبب بالحمى ولكن لا يتسبب في انحلال الدم. هذا النوع من رد الفعل هو الأكثر شيوعًا خلال نقل الدم.السبب غالبا هو وجود أجسام مضادة عند المستقبل موجهة ضد كريات الدم البيضاء عند المتبرع ومستضدات HLA. يكثر حصول رد الفعل هذا عند المرضى الذين يحتاجون نقل الدم المتكرر (في مرضى الثلاسيميا)
على العكس من رد الفعل هذا فإن إصابة الرئة الحادة المرتبطة بنقل الدم، تكون بسبب أجسام مضادة عند المتبرع (في بلازما الدم) موجهة ضد مستضدات HLA عند المستقبل
هناك نظرية أخرى عن سبب حمى نقل الدم غير الانحلالية FNHTR وهو وجود السيتوكينات مسبقة التشكيل في بلازما المتبرع نتيجة انهيار خلايا الدم البيضاء مع الوقت اثناء تخزين الدم في بنك الدم. 